# Milęcin
Milęcin je vesnice v Polsku nacházející se v Mazovském vojvodství, v okrese Pruszków, v gmině Brwinów.
V letech 1975-1998 vesnice náležela administrativně do Varšavského vojvodství.